# Walter D. Knight
Walter D. Knight (14 de octubre de 1919–28 de junio de 2000) fue un físico estadounidense.
Knight fue conocido por realizar una descripción notable para el descubrimiento de la resonancia de Knight, un desplazamiento en la frecuencia resonante que recibe su nombre en la resonancia magnética nuclear (NMR) en metales. El periódico Los Angeles Times afirmó que "Knight inició el uso de resonancia mediante cuadripolos eléctricos y resonancia magnética como sensores para el estudio estructural en cristales metálicos".
Según National Academies Press, "su nombre ha sido immortalizado en física de la materia condensada como el descubridor de un fenómeno de resonancia magnética nuclear sabido como el resonancia de Knight"
Knight fue decano de la Facultad de Letras y Ciencias, la más grande de la Universidad de Berkeley. Fue también profesor emérito de ciencias físicas en la Universitarios de California en Berkeley, miembro de la Academia Nacional de Ciencias de Estados Unidos, miembro de la Academia Estadounidense de las Artes y las Ciencias, socio de la American Physical Society, socio de la Asociación Estadounidense para el Avance de la Ciencia.
Otras distinciones recibidas a lo largo de su carrera incluyen dos grados honorarios: uno de la Universidad de Middlebury y otro de la Ecole Polytechnique Fédérale de Lausanne, así como una citación de Berkeley,  máximo honor de la Universidad de Berkeley.

## Vida y carrera
Knight nació y creció en la Ciudad de Nueva York. Se graduó en la Universidad de Middlebury en Vermont en 1941.
Knight recibió su M.A. y su Ph.D. en físicas de la Universidad Duke en Carolina del Norte.
Se trasladó a la Universidad de California en Berkeley en 1950, para terminar ascendiendo a Decano.